# Dave Bush
Pour les articles homonymes, voir Bush.
David Thomas Bush (né le 9 novembre 1979 à Pittsburgh, Pennsylvanie, États-Unis) est lanceur droitier de baseball qui joue dans les Ligues majeures de 2004 à 2013.

## Carrière
Dave Bush est drafté une première fois le 5 juin 2001 par les Devil Rays de Tampa Bay, mais il repousse l'offre et achève ses études supérieures à l'Université de Wake Forest.
Il rejoint les rangs professionnels à la suite de la draft de juin 2002 au cours de laquelle il est sélectionné par Blue Jays de Toronto au deuxième tour (55e choix).
Dave Bush débute en Ligue majeure le 2 juillet 2004. Il est ensuite transféré chez les Brewers de Milwaukee le 7 décembre 2005.
Le 11 août 2010, Bush est le troisième lanceur de l'histoire des majeures à accorder quatre coups de circuit consécutifs dans un même match. Adam LaRoche, Miguel Montero, Mark Reynolds et Stephen Drew, des Diamondbacks de l'Arizona, frappent tour à tour la longue balle contre lui à Milwaukee.
Le 30 janvier 2011, il signe un contrat des ligues mineures avec les Rangers du Texas. Après 17 parties jouées, soit 14 sorties en relève et 3 matchs comme lanceur partant, il affiche un dossier de 0-1 et une moyenne de points mérités de 5,79. Il est libéré par les Rangers le 8 juillet.
Le 15 août 2011, il signe un contrat avec les Phillies de Philadelphie. Assigné aux ligues mineures, il demande à être libéré de son contrat pour poursuivre sa carrière en Corée du Sud, et les Phillies acquiescent à se demande au début juin. Bush rejoint les SK Wyverns, le club d'Incheon de la KBO.
Après une saison en Corée, Bush revient à Toronto et signe un contrat des ligues mineures avec les Blue Jays le 20 décembre 2012. Il dispute un seul match des Blue Jays, le 7 avril 2013.
Dave Bush a disputé 211 matchs des majeures, dont 187 comme lanceur partant. Il compte 56 victoires, 69 défaites, 6 matchs complets dont 3 blanchissages et 768 retraits sur des prises. En 1 144 manches et un tiers lancées, sa moyenne de points mérités se chiffre à 4,73.

## Statistiques
| Saison | Équipe    | G   | GS  | CG | SHO | V  | D  | SV | IP     | SO  | ERA  |
| ------ | --------- | --- | --- | -- | --- | -- | -- | -- | ------ | --- | ---- |
| 2004   | Toronto   | 16  | 16  | 1  | 1   | 5  | 4  | 0  | 97.2   | 64  | 3,69 |
| 2005   | Toronto   | 25  | 24  | 2  | 0   | 5  | 11 | 0  | 136.1  | 75  | 4,49 |
| 2006   | Milwaukee | 34  | 32  | 3  | 2   | 12 | 11 | 0  | 210.0  | 166 | 4,41 |
| 2007   | Milwaukee | 33  | 31  | 0  | 0   | 12 | 10 | 0  | 186.1  | 134 | 5,12 |
| 2008   | Milwaukee | 31  | 29  | 0  | 0   | 9  | 10 | 0  | 185.0  | 109 | 4,18 |
| 2009   | Milwaukee | 22  | 21  | 0  | 0   | 5  | 9  | 0  | 114.1  | 89  | 6,38 |
| 2010   | Milwaukee | 32  | 31  | 0  | 0   | 8  | 13 | 0  | 174.1  | 107 | 4,54 |
| Totaux | Totaux    | 193 | 184 | 6  | 3   | 56 | 68 | 0  | 1104.0 | 744 | 4,66 |

| Saison | Équipe    | G | GS | CG | SHO | V | D | SV | IP  | SO | ERA  |
| ------ | --------- | - | -- | -- | --- | - | - | -- | --- | -- | ---- |
| 2008   | Milwaukee | 1 | 1  | 0  | 0   | 1 | 0 | 0  | 5.1 | 3  | 1,69 |
| Totaux | Totaux    | 1 | 1  | 0  | 0   | 1 | 0 | 0  | 5.1 | 3  | 1,69 |

Note : G = Matches joués ; GS = Matches comme lanceur partant ; CG = Matches complets ; SHO = Blanchissages ; 
V = Victoires ; D = Défaites ; SV = Sauvetages ; IP = Manches lancées ; SO = Retraits sur des prises ; ERA = Moyenne de points mérités.